# Corticeus unicolor
|                                               |                          |               |
| Abb. 1–3: Käfer von oben, der Seite und unten |                          |               |
|                                               |                          |               |
| Abb. 4: Käfer von vorn                        | Abb. 5: Auge blau getönt | Abb. 6: Larve |

Corticeus unicolor, synonym zu Hypophloeus unicolor und Hypophloeus castaneus, ist ein Käfer aus der Familie der Schwarzkäfer (Tenebrionidae) und der Unterfamilie Diaperinae. Es gibt zahlreiche ähnliche Arten, allein in Europa vierzehn.
Der Artname unicolor (lat. einfarbig) grenzt den Käfer lediglich gegen den zweifarbigen Corticeus bicolor ab, nicht aber gegen andere einfarbige Arten der Gattung. Der Gattungsname Corticeus (lat. cortex = Rinde) sowie Hypophloeus (von altgr. ὑπὸ „hypó“ für „unter“ und φλοιός „phloiós“ für „Rinde“) spielen auf den Lebensraum unter der Rinde an.
Der Käfer ist in Mitteleuropa nicht selten, wegen seiner Kleinheit und der verborgenen Lebensweise wird er jedoch wenig beachtet. Da er sich weitgehend von Borkenkäfern (Scolytinae) ernährt, wird er zu den nützlichen Insekten gezählt.

## Merkmale des Käfers
Der schmale zylindrische Käfer wird fünf bis sieben Millimeter lang, ist aber dabei nur etwa eineinhalb Millimeter breit. Er ist kahl und – wie das synonyme Artepitheton castaneus (kastanienbraun) besagt – dunkel rotbraun gefärbt. Fühler und Beine sind etwas blasser.
Der Kopf ist viel breiter als lang und grob und dicht punktiert. Zwischen den Augen ist er auf Höhe des Augenvorderrandes quer eingedrückt (Abb. 4). Die Oberlippe ist durch eine Gelenkhaut vom Kopfschild abgesetzt. Diese Gelenkhaut ist etwas glänzender als die umgebenden Skelettteile und senkrecht zur Körperachse rinnenförmig vertieft (Abb. 4). Eine zweite Querfurche verläuft zwischen den Fühlern. Die Spitze des Oberkiefers ist geteilt. Das Endglied der Lippentaster ist eiförmig, das Endglied der Kiefertaster lang eiförmig. Die relativ flachen Facettenaugen sind drei Mal so breit wie lang. Sie erstrecken sich von der Kopfoberseite über die Seite bis weit auf die Kopfunterseite bis auf die Höhe der Unterkieferbasis (Abb. 5). Die elfgliedrigen Fühler erreichen den Hinterrand des Halsschildes nicht und sind ab dem vierten Glied mit Ausnahme des rundlichen Endglieds becherförmig und breiter als lang.
Der matt glänzende Halsschild ist nur wenig breiter als der Kopf, kaum schmaler als die Flügeldecken und deutlich länger als breit. Die Seiten des Halsschilds verlaufen nahezu parallel, der Seitenrand ist gekantet, ebenso die gerade Basis. Die Punktur des Halsschild besteht aus deutlichen, länglichen Punkten, die unregelmäßig und weniger dicht stehen als die Punkte auf dem Kopf. Das Prosternum ist mit den Seitenstücken der Vorderbrust nahtlos verwachsen.
Die matten Flügeldecken sind fast dreimal so lang wie zusammen breit. Sie tragen schwach entwickelte Punktreihen. Die Zwischenräume sind sehr fein punktiert. Die Schulterbeulen sind vorragend, dahinter verlaufen die Flügeldeckenseiten parallel. Sie enden gemeinsam halbkreisförmig abgerundet. Sie werden jedoch vom Ende des hornigen Pygidiums überragt.
Auch die glänzende Unterseite ist deutlich punktiert. Vorder-, Mittel- und Hinterhüften sind deutlich getrennt (Abb. 3). Die Schienen sind nach hinten leicht verbreitert und auf der Innenseite bewimpert. Die Tarsen der Hinterbeine sind viergliedrig, die übrigen fünfgliedrig. Sie sind kurz und nicht gelappt, das Krallenglied gestreckt. Die letzten vier Abdominalsternite weisen seitlich eine tiefe breite Längsfurche auf. Zwischen dem dritten und vierten sowie zwischen dem vierten und fünften Abdominalsternit ist eine in der Mitte breite Gelenkhaut sichtbar.

## Larve
Die Larven der Gattung (Abb. 5) haben ein breit abgerundetes, stark chitinöses bräunliches Analsegment mit scharf abgesetzter Kante. Die Seitenkanten der Segmente sind mit einzelnen, sehr langen Borsten besetzt.

## Biologie
Man kann den wärmeliebenden Käfer unter der Borke verschiedener Laubbaumarten finden. Er gehört zu den Faulholzbewohnern und jagt wie auch seine Larven im Gangsystem verschiedener holzbewohnender Käfer deren Larven. Genannt werden Borken-, Nage- und Werftkäfer. Er besiedelt dabei bevorzugt Bäume an Waldrändern von Mischwäldern, vor allem von Borkenkäfern befallene verpilzte Rinde von Buchen sowie Eichen, weiter nördlich häufig Birken, in Berglagen auch Nadelbäume. Die Art wird auch in Baumschwämmen auf Buchen und Birken gefunden. Die Käfer kommen nachts ins Freie und können gesellig an Baumpilzen fressend angetroffen werden. In England wurden sie von April bis Oktober beobachtet, wobei sie im September am häufigsten waren.

## Verbreitung
Die Art ist in fast ganz Europa, außer im extremen Westen und Osten verbreitet. Im Westen fehlt sie auf der Iberischen Halbinsel und in Irland, die östliche Verbreitungsgrenze verläuft unter Umgehung von Finnland von Skandinavien über die Baltischen Staaten, Polen, die Slowakei, Ungarn, Serbien, Bulgarien und Griechenland. Keine Meldungen liegen aus Slowenien, der Schweiz, den Niederlanden und dem Kaliningrader Gebiet vor. Aus Mazedonien ist die Art neu gemeldet. Außerhalb Europas wurde der Käfer in Kieferplantagen in Israel gefunden.